# 안와정맥총
안와정맥총(Retro-Orbital plexus)은 안와를 지나는 정맥다발로, 주로 생쥐나 래트를 이용한 동물실험에서 채혈지점으로 자주 사용된다.